# Skyscraper Index
Le « Skyscraper Index », qu'on pourrait traduire en français par « Indice Gratte-ciel   est une théorie élaborée par Andrew Lawrence,  analyste de la banque Dresdner Kleinwort Wasserstein en 1999 .  Selon lui, la construction de gratte-ciels immenses est un signe avant-coureur des crises économiques. Selon lui, les gratte-ciel les plus hauts du monde se construiraient à la fin de cycles économiques, et seraient annonciateurs d'une récession économique importante.
Lawrence a rédigé un article humoristique (dont le titre est un clin d'œil à celui de la comédie Fawlty Towers - Les Gratte-ciel Fawlty) et créé un index en comparant des données historiques, principalement de l'histoire des États-Unis. Il a rejeté les statistiques concernant l'ensemble de l'industrie immobilière, ne se concentrant que sur les projets aux montants records.
Le premier exemple remarquable fut la panique bancaire américaine de 1907. Deux projets de gratte-ciel hors normes, le Singer Building et le Metropolitan Life Insurance Company Tower, furent lancés à New York avant la panique et achevés en 1908 et en 1909, respectivement. D'autres projets furent lancés avant le krach boursier de 1929 : le 40 Wall Street, le Chrysler Building et l'Empire State Building. Les suivants sur la liste furent les tours du World Trade Center et la Willis Tower (ex-Sears), officiellement ouverts en 1973 pendant la krach boursier de 1973-1974 et le choc pétrolier de 1973. Le dernier exemple retenu par Lawrence furent les Tours Petronas, officiellement ouvertes après la crise économique asiatique. Certains économistes ont intégré la tour construite à Dubaï comme un autre exemple de cette théorie.
Lawrence a lié ce phénomène au surinvestissement, à la spéculation et à la croissance monétaire. Son idée a été reprise en 2005, lorsque le magazine Fortune a décidé d'analyser les activités de cinq sociétés dans les médias qui investissaient dans de nouveaux gratte-ciel à Manhattan (cependant, aucun de ces gratte-ciel n'a battu de record).
Cette méthode intuitivement simple, relayée par la presse économique en 1999,, a été analysée dans le cadre de la théorie dite autrichienne des cycles économiques, s'inspirant elle-même des travaux et théories de l'économiste Richard Cantillon au XVIIIe siècle. Thornton énumère trois « effets Cantillon » qui font du Skyscraper Index un indice économique valide. Premièrement, des taux d'intérêt trop bas entraînent une hausse des prix du foncier constructible. Deuxièmement, des taux d'intérêt très bas favorisent également une expansion de la taille des entreprises, créant ainsi un besoin accru d'espace et donc la construction de bureaux. Enfin, des taux d'intérêt bas permettent d'investir dans des techniques de construction de pointe, permettant de battre des records tant technologiques qu'architecturaux. Les entreprises sont donc tentées de maximiser leur investissement foncier en construisant en hauteur.

Plus grands immeubles du monde avec leur date de construction

## Un test récent de l'hypothèse du "Skyscraper Index"
Une étude récente conduite par Barr, Mizrach et Mundera, intitulée "la taille des gratte-ciels et les cycles économiques : une illustration à partir de séries temporelles internationales" cherche à déterminer s'il existe, de fait, une corrélation entre la taille des gratte-ciels et la croissance économique. L'étude examine deux types de données.
Tout d'abord, elle compare les dates de lancement et d'achèvement des plus hauts immeubles dans le monde avec les pics et les creux de l'économie américaine, telles que mesurées par le National Bureau of Economic Research (NBER). L'étude ne trouve aucune relation significative entre les périodes où la hauteur des immeubles battait des records et les cycles de l'activité économique.
Dans un second temps, les auteurs se penchent sur la taille des gratte-ciels et la croissance économique en ayant recours à la technique de l'autoregression vectorielle et de la cointégration...... Ils examinent alors les relations dans le temps entre la taille des plus hauts immeubles construits chaque année et le niveau du PIB par habitant aux  États-Unis, au Canada, en Chine et à Hong Kong. Les auteurs ont trouvé que ces deux séries étaient co-intégrées, ce qui signifie qu'elles évoluent ensemble dans le temps. Cela veut dire que la taille du plus haut immeuble construit chaque année dans ces pays ne s'éloigne pas systématiquement du revenu sous-jacent du pays, ce qui atteste qu'en général la hauteur des gratte-ciels n'est pas fondamentalement liée à la course à la hauteur entre les architectes.
Enfin, les méthodes de l'autoregression vectorielle permettent aux auteurs de voir si la hauteur des gratte-ciels peut servir à prédire les variations du PIB (par exemple si la taille peut prédire les récessions). Les auteurs démontrent que la hauteur ne peut pas, en réalité, être utilisée pour prédire les évolutions du PIB. Cependant, le PIB peut être utilisé pour prédire des changements dans la taille des bâtiments. En d'autres termes, l'étude démontre que les hauteurs extrêmes sont induites par une croissance économique rapide, mais que la taille des bâtiments ne peut pas être utilisée comme un indicateur de récession.